# Kaarle McCulloch
Kaarle McCulloch (Campbelltown, 20 de janeiro de 1988) é uma ciclista profissional australiana que competiu pela Austrália nos Jogos Olímpicos de Verão de 2012 em Londres, onde conquistou uma medalha de bronze na prova de perseguição por equipes.